# Volgogradská jaderná elektrárna
Volgogradská jaderná elektrárna (rusky Волгоградская АТЭЦ) byla plánovaná jaderná elektrárna v Rusku. Nacházet se měla v blízkosti města Volgograd a města Dubovka ve Volgogradské oblasti. Plánování elektrárny bylo sice zastaveno, ale nikdy nebylo oficiálně zrušeno. Elektrárna měla sloužit zároveň pro dálkové vytápění.

## Historie a technické informace

### Počátky
Na začátku 80. let začal Sovětský svaz plánovat jaderné elektrárny s odběrem tepla, které měly zajistit dálkové vytápění větších měst. Kromě jaderné elektrárny v Oděse byly plánovány další projekty pro Minsk, Charkov a Volgograd, plánované ministerstvem energetiky a elektrifikace. Plány byly světu představeny na generální konferenci MAAE v roce 1981.
V roce 1986 byly potvrzeny čtyři lokality, z nichž byla vybrána ta u města Dubovka, jelikož se s ní počítalo už v roce 1984. Prvotní přípravné a počáteční práce na staveništi měly začít už v roce 1987, ale kvůli havárii v Černobylu byly posunuty na rok 1990, protože musely být přehodnoceny některé části projektu. V roce 1988 však bylo oznámeno, že plány na výstavbu jaderné elektrárny v této lokalitě byly zastaveny do doby, než bude projekt přehodnocen.

### Výstavba
Výstavba elektrárny se očekávala okolo roku 1990, ale v lednu 1988 bylo plánování elektrárny zastaveno, nikoli však zrušeno. Původně měla být jaderná elektrárna vybavena dvěma reaktory VVER-1000/320 o čistém elektrickém výkonu 900 MW společně s 1400 MW tepelného výkonu určeného pro dálkové vytápění. Tuto kombinaci výroby elektřiny a tepla zajišťovaly speciálně upravené turbíny a generátory, které měly být dva o výkonu 500 MW v každém bloku.

### Po roce 1991
Po rozpadu SSSR v roce 1991 byla lokalita Volgograd považována za dlouhodobou možnost výstavby jaderné elektrárny a do roku 2004 mělo být zajištěno uvedení do provozu dvou reaktorů VVER a do roku 2009 dalších dvou.

## Informace o reaktorech
| Reaktor     | Typ reaktoru  | Výkon  | Výkon  | Zahájení stavby                         | Připojení k síti                        | Uvedení do provozu                      | Uzavření |
| Reaktor     | Typ reaktoru  | Čistý  | Hrubý  | Zahájení stavby                         | Připojení k síti                        | Uvedení do provozu                      | Uzavření |
| ----------- | ------------- | ------ | ------ | --------------------------------------- | --------------------------------------- | --------------------------------------- | -------- |
| Volgograd-1 | VVER-1000/320 | 900 MW | 940 MW | Plánovaná výstavba zastavena 1. 1. 1988 | Plánovaná výstavba zastavena 1. 1. 1988 | Plánovaná výstavba zastavena 1. 1. 1988 |          |
| Volgograd-2 | VVER-1000/320 | 900 MW | 940 MW | Plánovaná výstavba zastavena 1. 1. 1988 | Plánovaná výstavba zastavena 1. 1. 1988 | Plánovaná výstavba zastavena 1. 1. 1988 |          |